# Nature Chemistry
Nature Chemistry (abrégé en Nat. Chem.) est une revue scientifique à comité de lecture. Ce mensuel publie des articles de recherches originales dans tous les domaines de la chimie. 
Le directeur de publication est Stuart Cantrill.